# Primetime-Emmy-Verleihung 1952
Die 4. Emmy-Verleihung fand am 18. Februar 1952 im Cocoanut Grove Nightclub des Ambassador Hotels in Los Angeles, Kalifornien, USA statt. Sie wurde von Lucille Ball und Desi Arnaz moderiert.
Nachdem in den ersten drei Veranstaltungen lediglich Produktionen berücksichtigt worden waren, die im Bereich Los Angeles ansässig waren, wurden die Nominierungen 1952 erstmals auf die gesamten Vereinigten Staaten ausgedehnt.

## Nominierungen und Gewinner

### Programmpreise
| Kategorie                                      | Preisträger | Programm                  | Nominierungen |
| ---------------------------------------------- | ----------- | ------------------------- | --- |
| Best Dramatic Show (Beste Dramasendung)        |             | Studio One, CBS           | Celanese Theatre, ABC Philco-Goodyear TV Playhouse, NBC Pulitzer Prize Playhouse, ABC Robert Montgomery Presents, NBC |
| Best Variety Show (Beste Unterhaltungssendung) |             | Your Show of Shows, NBC   | All Star Revue, NBC Comedy Hour, NBC The Fred Waring Show, CBS Toast of the Town, CBS                                 |
| Best Comedy Show (Beste Comedysendung)         |             | The Red Skelton Show, NBC | The Burns and Allen Show, CBS The Herb Shriner Show, ABC I Love Lucy, CBS You Bet Your Life, NBC                      |

### Darstellerpreise
| Kategorie                           | Preisträger  | Programm | Nominierungen                                                                  |
| ----------------------------------- | ------------ | -------- | ------------------------------------------------------------------------------ |
| Best Actor (Bester Schauspieler)    | Sid Caesar   |          | Walter Hampden Charlton Heston Thomas Mitchell Robert Montgomery Vaughn Taylor |
| Best Actress (Beste Schauspielerin) | Imogene Coca |          | Helen Hayes Maria Riva Mary Sinclair Margaret Sullavan                         |

### Moderatorenpreise
| Kategorie                                              | Preisträger      | Programm | Nominierungen |
| ------------------------------------------------------ | ---------------- | -------- | --- |
| Best Comedian or Comedienne (Bester Komiker/Komikerin) | Red Skelton, NBC |          | Lucille Ball, CBS Sid Caesar, NBC Imogene Coca, NBC Jimmy Durante, NBC Jerry Lewis und Dean Martin, NBC Herb Shriner, ABC |

### Sonderpreise
| Kategorie                 | Preisträger                                               | Programm | Nominierungen |
| ------------------------- | --------------------------------------------------------- | -------- | --- |
| Special Achievement Award | Estes Kefauver für seine außergewöhnlichen Fernsehdienste |          | AT&T für das transkontinentale Micro-Wave Relay System Jack Burrell, KNBH für die Entwicklung einer unabhängigen mobilen TV-Übertragungseinheit |